# Eddi Arent
Gebhardt Georg Arendt, közismert művésznevén Eddi Arent (Langfuhr, Danzig Szabad Város, ma Gdańsk város Wrzeszcz kerülete, 1925. május 5. – München, 2013. május 28.) német színpadi és filmszínész, komikus, kabarettista, humorista, Harald Juhnke pályatársa. Népszerű film- és televíziós színész, számos német kabaréműsor, televíziós show-műsor írója, műsorvezetője, szereplője.

## Élete

### Pályakezdése
Gebhardt Georg Arendt 1925-ben született Danzig város Langfuhr kerületében, apja a danzigi vízművek vezetője volt. Ugyanabban a házban született öt év múla, 1930-ban Wolfgang Völz német színész is. (Évtizedekkel később néhány filmben játszottak is együtt). Arendt a danzigi humán tagozatos gimnáziumban érettségizett, utána 1943-ban behívták katonai szolgálatra. A keleti frontra küldték, ahonnan a visszavonuló csapatokkal együtt szerencsésen hazajutott.

### Színészi, előadói pályája
A háború után a badeni Blumbergben lépett fel, mint kabarészínész. 1948-tól két éven át Jürgen Henckell Der Widerspiegel („Ellentükör”) nevű irodalmi kabaréjának társulatában dolgozott. A francia megszállási zónában ez volt az első ilyen típusú irodalmi szórakozóhely. Rövid ideig dolgozott Stuttgartban, Werner Finck Mausefalle („Egérfogó”) nevű kabaréjában, majd társalapítója és szereplője lett a müncheni Zwiebel („Hagyma”) nevű kabarénak. Önmagát gyakran mint „teljesen szokásos, általános használatra szóló színészként” jellemezte. Első említésre méltó filmszerepét 1958-ban Radványi Géza Der Arzt von Stalingrad („A sztálingrádi orvos”) című háborús filmjében éppen azért kapta meg, mert kelet-poroszországi akcentussal beszélő hadifogoly-szerepre kerestek jelentkezőket, és Arent a maga alsó-poroszországi akcentusával tökéletesen megfelelt erre a szerepre. Megpróbálkozott a színházi szerepléssel is, bár ez nem volt ínyére. Kevés vendégszerepének egyikét 1979-ben a kölni Millowitsch Színházban, a Der müde Theodor („A megfáradt Teodor”) játszotta el.
Az 1950-es évek végétől karakteres filmszerepeket kapott. Kedvelt szerepe volt a közhelyes konvenciókat betartó komornyik, a kicsit szórakozott rendőri fotográfus és bűnügyi helyszínelő. Horst Wendlandt rendező Edgar Wallace-filmjeiben többször elegáns rosszfiút is játszott, például az 1965-ös Der unheimliche Mönch-ben és az 1966-os A fehér apácák titká-ban. Népszerű lett néhány Karl May-filmben is, az 1962-es Az Ezüst-tó kincsében, az 1964-es Winnetou 2. – Az utolsó renegátok-ban és az 1968-as Winnetou és Old Shatterhand a Halál Völgyében-ben, ezekben egy igen testhezálló karaktert alakított: a kalandra éhes angol főurat, Lord Castlepoolt. A karakter felépítésében Arent ügyesen vegyítette a tipikus angol úriemberre jellemző fellengzős understatement-et (érdektelenséget, lekicsinylést), a mimózaszerű érzékenységgel. Ezt a keveréket gyakran alkalmazta sikeres szerepeiben, ahol ehhez még nehezen kiismerhető, titokzatos vonásokat fűzött, ezzel kellemetlen, félelmet keltő típusokat tudott életre kelteni. A rendezők kedvelték gyors felfogása és hatékony munkája miatt.

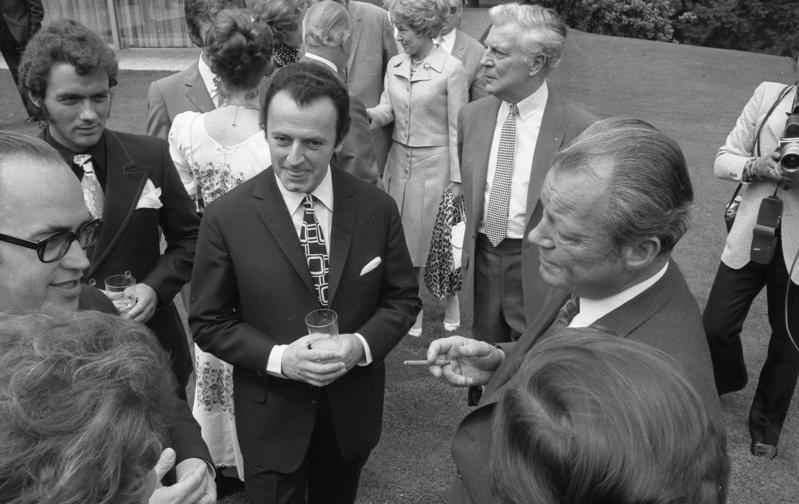
Eddi Arent (szemből) Willy Brandt szövetségi kancellár fogadásán (1971)

Jó kritikái ellenére filmszerepei az 1970-es évek végén megritkultak. 1978-ban Hans-Jürgen Tögel rendező első filmjében, a Rabló-pandúr című tévés krimiparódiában Arent egy minden hájjal megkent szélhámost formált meg, aki Hans Putz által alakított rendőrfelügyelőt újra és újra átveri. 1983-tól az Es ist angerichtet („Tálalva van”) című tévés vigjátéksorozatban ismét a közönség kedvence lett. A jelenetekhez Arent szövegeket is írt, és saját visszaemlékezése szerint ezt a sorozatot tartotta legjobb munkájának. Az 1987-től induló Harald und Eddi című skeccs-sorozatban Harald Juhnkéval közösen aratta utolsó nagy sikereit a képernyőn. Később a német RTL tévécsatorna új Edgar Wallace-krimisorozatokat készített, melynek két évadát 1996-ban és 2002-ben adták le. Ezekben szerepelt Arent is, mint Sir John, a Scotland Yard főnöke, de a sorozat nem lett sikeres.

### Magánélete
1959-ben feleségül vette a szállodai szakmában dolgozó Franziska Ganslmeiert, egy fiuk született. A család a felső-bajorországi Vaterstettenben élt. 1993-ban átvették az 1899-ben épült Neustädter Hof szállodát a badeni Titisee-Neustadt-ban. Arent itt rendszeres összejöveteleket szervezett a krimikedvelőknek és színész pályatársainak. Évente megrendezték az Edgar Wallace-fesztivált, és kiosztották az Edgar Wallace-díjat. 2004-ben a szálloda csődöt jelentett, 2005 februárjában bezárták. Arent depresszióba esett, amit a rossz pénzügyi helyzetét taglaló médiajelentések tovább súlyosbítottak.

### Utolsó évei
Arent és felesége – az asszony haláláig, 2011-ig – egy idősotthonban éltek felső-pfalzi Waldmünchenben,
majd Arent a fiához költözött Münchenbe. Demenciát diagnosztizáltak nála, 2013 május 28-án, 88 éves korában elhunyt. Oberschleißheim Hochmutting nevű városrészében temették el.

## Főbb filmjei
- 1958: Der Arzt von Stalingrad, hadifogoly (Gebhard Arendt néven)
- 1961: A londoni Halott Szemek (Die toten Augen von London), Sunny Harvey őrmester
- 1961: A londoni pénzhamisító (Der Fälscher von London), Stone szomszéd / Miller orgonista
- 1961: Musik ist Trumpf, Nicky Egli menedzser
- 1962: Az Ezüst-tó kincse (Der Schatz im Silbersee), Lord Castlepool
- 1964: A boszorkánymester (Der Hexer), Archibald Finch
- 1964: Winnetou 2. rész – Az utolsó renegátok (Winnetou - 2. Teil), Lord Castlepool
- 1965: Der unheimliche Mönch, Smith
- 1966: Maigret legnagyobb esete (Maigret und sein grösster Fall), François Labas
- 1966: A fehér apácák titka (The Trygon Factor), Emil Clossen
- 1968: Winnetou és Old Shatterhand a Halál Völgyében (Winnetou und Shatterhand im Tal der Toten), Lord Castlepool
- 1978: Rabló-pandúr (Räuber und Gendarm), tévéfilm, Gerhard Hoff
- 1979: Der müde Theodor, tévéfilm, Eusebius Findeisen
- 1983: Es ist angerichtet, tévésorozat, több szerepben
- 1991: Furcsa pár (Ein seltsames Paar), Felix Ungar (Harald Juhnkével)
- 1987–1994: Harald und Eddi, tévésorozat, több szerepben
- 1995: Mama kurázsija (My Mother’s Courage), Klapka
- 2000: Álomhajó (Das Traumschiff), tévésorozat, Olympia 2000 rész, Günter Golz